# Lehava
Lehava (Akronym: להב"ה LeHaVaH für hebräisch לִמְנִיעַת הִתְבּוֹלְלוּת בְּאֶרֶץ הַקּוֹדֶשׁ Li-Mənīʿat Hitbōlelūt bʾEretz haQōdesch, „[Organisation] zur Prävention von Assimilation im Heiligen Land“. Das dem Akronym [להב"ה] gleichlautende reguläre hebräische Wort לֶהָבָה lehavah bedeutet „Flamme“.) ist eine ultrarechte israelische Organisation, die jede Assimilation von sowie persönliche und geschäftliche Beziehungen zwischen Juden und Nichtjuden ablehnt. Ein Fokus der Arbeit von Lehava liegt in der Ablehnung von interreligiösen Ehen, vor allem Partnerschaften zwischen jüdischen Frauen und nichtjüdischen Männern. Die Organisation wird von Medien als „rechtsaußen“ beziehungsweise „rechtsextrem“ eingestuft, von der Europäischen Union als „rechtsradikal“. Die Aktionen von Lehava wurden unter anderem von Reʾuven Rivlin, dem ehemaligen Präsidenten Israels, verurteilt, der die Mitglieder als „Nagetiere, die am demokratischen und jüdischen Fundament von Israel knabbern“ bezeichnet hat.

## Geschichte und Personen
Lehava wurde laut eigenen Angaben 2009 vom Rabbiner Mosis Zion gegründet. Seit mehreren Jahren ist Ben-Zion Gopstein, ein erklärter Anhänger von Meʾir Kahane, Vorsitzender der Organisation. Gopstein hatte mehrmals Zusammenstöße mit der Polizei, als er für Kahanes Bewegung Kach aktiv war, die 1988 als „rassistisch“ verboten wurde und auf der Terrorliste der EU steht. Neben Gopstein beschäftigt Lehava mehrere dem Kahanismus zuzuordnende Personen, so etwa Baruch Marzel, der als „rechte Hand“ Kahanes galt. Der Ex-Knesset-Abgeordnete Michael Ben-Ari, ebenfalls bekennender Kahanist, ist Pressesprecher von Lehava.
Gopstein selbst ist zudem PR-Chef der Non-Profit-Organisation Hemla. Diese unterhält öffentlich subventionierte Frauenhäuser, um jüdischen Mädchen und jungen Frauen aus zerrütteten Verhältnissen zu helfen, „die in Gefahr sind, zur Konversion gezwungen zu werden und in Verbrechen verwickelt zu werden“.
Im Januar 2015 wies Verteidigungsminister Mosche Jaʿalon den Schin Bet und das Verteidigungsministerium dazu an, Beweise für eine Einstufung Lehavas als Terrororganisation zu sammeln. Ben-Zion Gopstein verurteilte dieses Vorgehen scharf: „Ich schlage vor, dass [Jaʿalon] versucht, die islamistische Bewegung zu verbieten und sich danach erst mit einer Anti-Assimilations-Gruppe beschäftigt … Statt sich um einen Feind Israels zu kümmern, versucht der Verteidigungsminister, Stimmen von den Linken abzuwerben, indem er gegen Lehava vorgeht. Diese Gruppe handelt, um die Töchter Israels zu retten, und verdient den Israel-Preis.“ Er bestritt, dass Lehava illegale Handlungen unternähme. Im August 2015 gab der Schin Bet bekannt, dass es nicht genügend Beweise gäbe, um Lehava als Terrororganisation einzustufen.

## Aktivitäten

### Gegen interreligiöse Beziehungen
Lehava erregte zunächst durch ihr Engagement gegen interreligiöse Ehen Aufmerksamkeit. 2010 richteten die Organisatoren einen offenen Brief an das jüdische Model Bar Refaeli, in dem sie sie drängten, ihre Beziehung mit dem römisch-katholischen Schauspieler Leonardo DiCaprio zu beenden. Lehava hat sich auch gegen Mark Zuckerbergs Ehe mit Priscilla Chan ausgesprochen; beide Adressaten reagierten jedoch nicht auf die Aufforderungen. Mehrere Ehefrauen israelischer Rabbiner riefen in einem offenen Brief im Namen Lehavas Frauen dazu auf, sich nicht mit Nichtjuden einzulassen. Die Zeitung Haʾaretz zitierte den Brief wie folgt: „Datet keine Nichtjuden, arbeitet nicht an Plätzen, die Nichtjuden besuchen, und leistet euren Wehrdienst nicht mit Nichtjuden ab.“ Der Brief implizierte, dass die Frauen bei Nichtanweisung von ihrer „göttlichen Rasse“ abgeschnitten würden. Etwa zur gleichen Zeit rief Lehava Juden dazu auf, keine Wohnungen an Nichtjuden zu vermieten und die Namen von denen öffentlich zu machen, die an Araber vermieten. Die beiden offenen Briefe führten in Israel zu einer öffentlichen Kontroverse, in deren Verlauf die Mehrzahl von Rabbinern und Politikern die Aufrufe verurteilten.
2013 startete die Organisationen eine Facebook-Seite, auf der interreligiöse Pärchen öffentlich identifiziert werden sollten; diese wurde im Jahr darauf aufgrund rassistischer Kommentare jedoch wieder geschlossen. Auf dem Höhepunkt des Gazakonflikts von 2014 organisierte Lehava die Proteste gegen die Eheschließung eines Paares aus Jaffa, bei der die jüdische Braut für die Hochzeit die Religion ihres muslimischen Mannes angenommen hatte. Die Organisation gab bekannt, dass sie „unsere Schwester bitten wird, nach Hause zu uns jüdischen Menschen zu kommen, die auf sie warten“. Das Paar versuchte, die Demonstration gerichtlich zu verbieten, das Gericht ließ die Kundgebung jedoch in einem Abstand von 200 Metern zur Zeremonie zu. Laut Medienberichten riefen die Demonstranten „Tod den Linken“ und „Tod den Arabern“, obwohl die Organisatoren versuchten, die Menge zu beruhigen. Staatspräsident Reʾuven Rivlin missbilligte dies als Untergraben der Koexistenz der Bevölkerungsgruppen im demokratischen Israel. Die israelische Polizei sorgte für die Einhaltung der Abstandsauflage und verhaftete vier Demonstranten. Linksgerichtete Gegendemonstranten und Gesundheitsministerin Ja’el German wünschten dem Brautpaar Glück.
Der Investigativjournalist Liʾat Bar-Stav (ליאת בר-סתו), der sich bei Lehava einschlich, beschreibt ein von Gopstein erarbeitetes Standardprozedere zur Kontaktaufnahme mit „verführten“ jüdischen Frauen: Die Mitglieder würden aktiv nach jüdischen Frauen Ausschau halten, die Araber daten, und diese ansprechen. Unter dem Vorwand, sich kurz das Handy der Frau auszuborgen, würden sie sich durch Anruf vom ausgeborgten Handy aus bei Lehava deren Nummer erschleichen. Die Organisation würde dann über das weitere Vorgehen im Einzelfall entscheiden.

### Segregation
2012 verteilte die Gruppe Flyer in Ostjerusalem, auf denen sie Araber warnte, nicht die westliche Seite der Stadt zu besuchen. Lehava hat sich auch für eine Trennung von Juden und Arabern auf Stränden ausgesprochen.

### Christliche Einrichtungen
Der Vorsitzende von Lehava, Ben-Zion Gopstein äußerte sich als Teilnehmer bei einer Podiumsdiskussion, nachdem es zu Brandanschlägen auf Kirchen und Klöster, z. B. die Brotvermehrungskirche in Israel gekommen war. Unter Berufung auf den jüdischen Gelehrten Maimonides, der das Christentum im 13. Jahrhundert als Götzenanbetung eingestuft hatte, argumentierte Gopstein, dass man die Kirche bekämpfen müsse und dementsprechend die Anschläge gerechtfertigt seien. Die Katholische Kirche zeigte ihn daraufhin wegen Verhetzung an. Nach einem Verhör durch die israelische Polizei am 11. August 2015 erklärte Gopstein, er lehne Taten von Einzelnen ab - vielmehr sei es Sache des Staates und der israelischen Regierung, christliche Kirchen zu zerstören.

## Straftaten
Die Hand-in-Hand-Schule in Jerusalem ist eine von wenigen israelischen Schulen, in denen arabische und jüdische Kinder gemeinsam und bilingual unterrichtet werden. Am 29. November 2014 verübten drei Täter einen Brandanschlag auf die Schule und sprühten rassistische Graffiti an die Wände. Laut Angaben des Schin Bet sind alle drei Mitglieder von Lehava. Ziel des Anschlags sei es gewesen, öffentlichen Widerstand gegen Assimilation zu zeigen. Wenige Tage nach der Festnahme der Täter führte die Polizei Hausdurchsuchungen bei mehreren Lehava-Mitgliedern durch. Lehava-Vorsitzender Ben-Zion Gopstein war unter den wegen Verdachts auf Terror und Verhetzung festgenommenen 17 Personen. Zehn der Lehava-Mitglieder wurden in Folge wegen Verhetzung angeklagt, Gopstein kurzzeitig unter Hausarrest gestellt.
Gegen drei der Aktivisten wurde später Anklage erhoben, zwei wurden zu kurzen Haftstrafen verurteilt.
Im November 2014 wurden vier Aktivisten der Gruppe in Petach Tikwa verhaftet, nachdem sie Propagandamaterial verteilt und die Polizei attackiert hatten.

## Sanktionen
Am 19. April 2024 beschloss der Rat der Europäischen Union Sanktionen gegen Lehava, die als „rechtsradikale jüdische rassistische Gruppe“ definiert wurde. Lehava wende Gewalt an gegen jüdisch-muslimische Hochzeiten, die LGBTQI-Gemeinschaft und gegen Christen. Die Gruppe sei daher „verantwortlich für schwere Menschenrechtsverletzungen oder -verstöße, insbesondere für das systematische Eintreten für nationalen, rassischen oder religiösen Hass, der zu Diskriminierung, Feindseligkeit oder Gewalt führt“.